# Гельветійська республіка
Гельветі́йська респу́бліка (фр. République helvétique, нім. Helvetische Republik, італ. Repubblica elvetica) — історична держава, що існувала протягом 1798—1803 рр. на території Швейцарії.
Під кінець 1797 року Директорія Французької Республіки постановила зайняти Швейцарію. 5 березня 1798 року французькі війська вступили на швейцарські терени, і невдовзі вся країна опинилася під владою Франції.
12 квітня 1798 року в Аарау 121 депутат від 10 кантонів ухвалили розпустити Швейцарську конфедерацію, а замість неї утворити Гельветійську республіку. Було обрано 5-особову директорію з необмеженими повноваженнями, утворено Велику Раду та Сенат. Були скасовані десятина, тортури та обов'язкова належність ремісників до цеху. Країну поділено на 23 кантони. З території республіки вилучили на користь Франції Женеву, Невшатель, Базель, Біль і Мюлуз.
Спробу кантонів Гларус і Швіц відокремитися від нової республіки придушили французькі війська. Проте на території Швейцарії почалися партизанські дії. На початку 1799 року в кантонах Урі, Швіц, Тічино та Вале вибухнуло селянське повстання. Скориставшись ситуацією, на територію країни вступили австрійські війська, зайнявши кантон Граубюнден.
У країні почалася анархія. У січні 1800 року на місце директорії створили Комітет Гельветійської Ради. У лютому 1801 року справами Гельветійської республіки зайнявся особисто Наполеон Бонапарт. Але його проєкти конституції були почергово відхилені у 1801 і 1802 рр.
19 лютого 1803 року Наполеон видав Акт про медіацію (нім. Mediationsakt, фр. Acte de médiation), згідно з яким Гельветійську республіку було ліквідовано, а замість неї створено конфедеративний союз 19 кантонів, тісно асоційований із Францією (його скасували 1813 року, після чого незалежність Швейцарії було відновлено).